# آمرونگن
امرانگن (به هلندی: Amerongen) یک روستا در هلند است که در Utrechtse Heuvelrug واقع شده‌است.

## نگارخانه

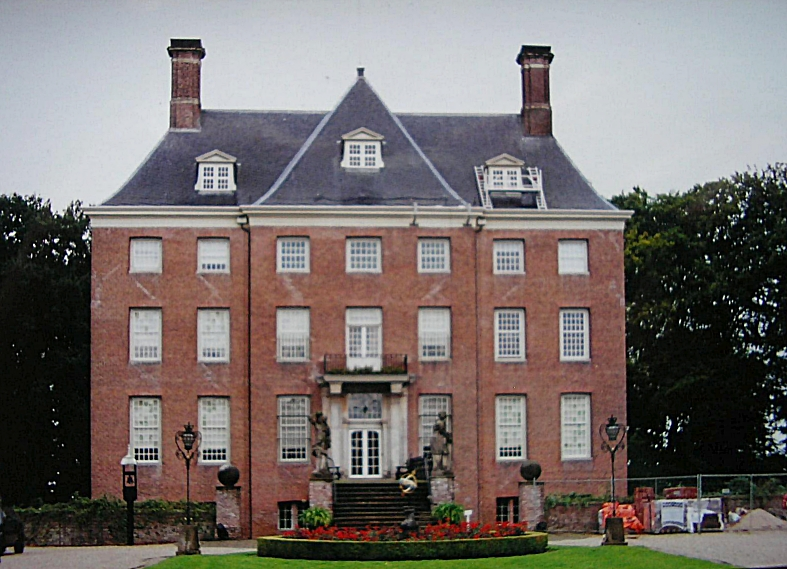
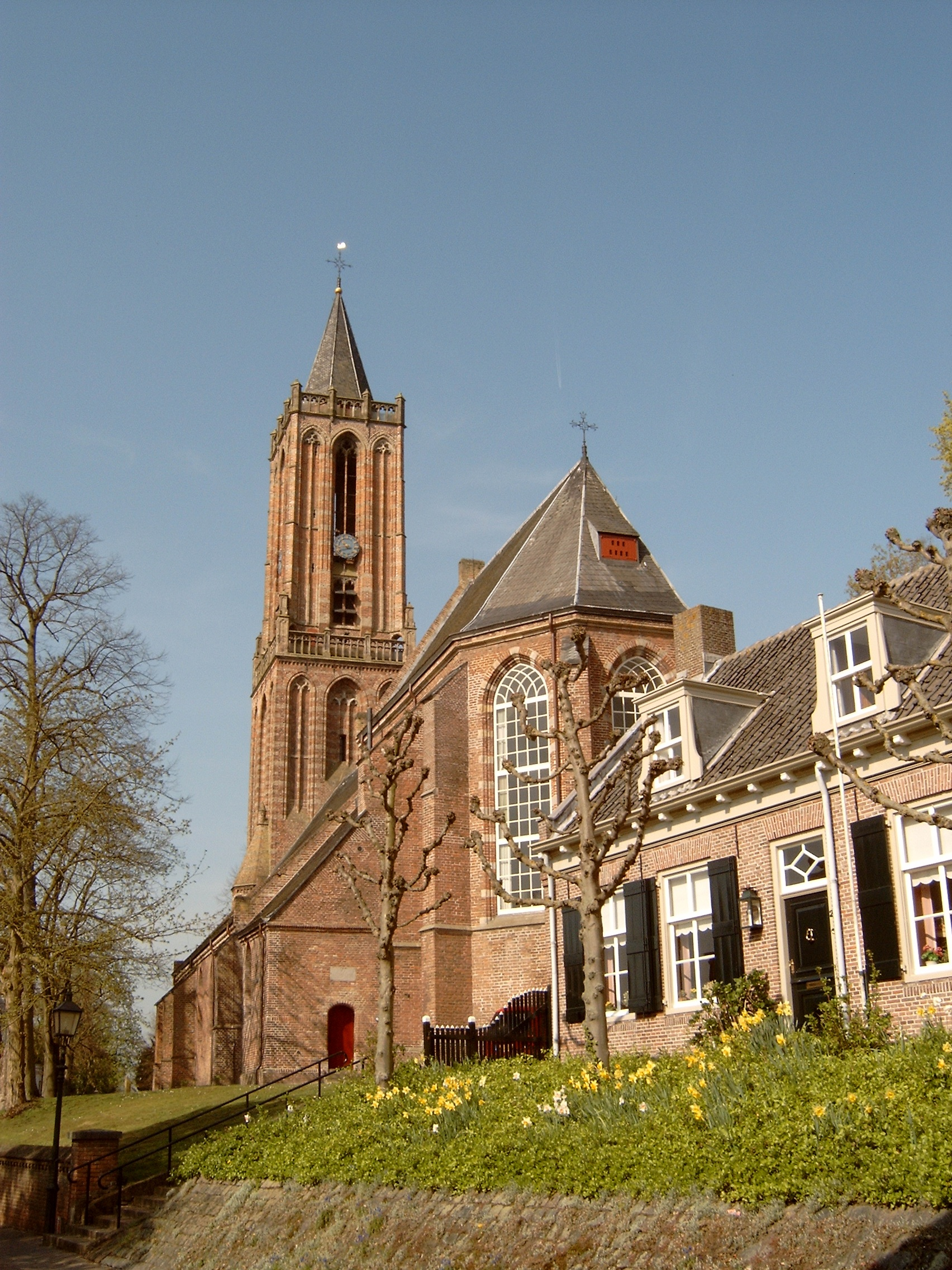
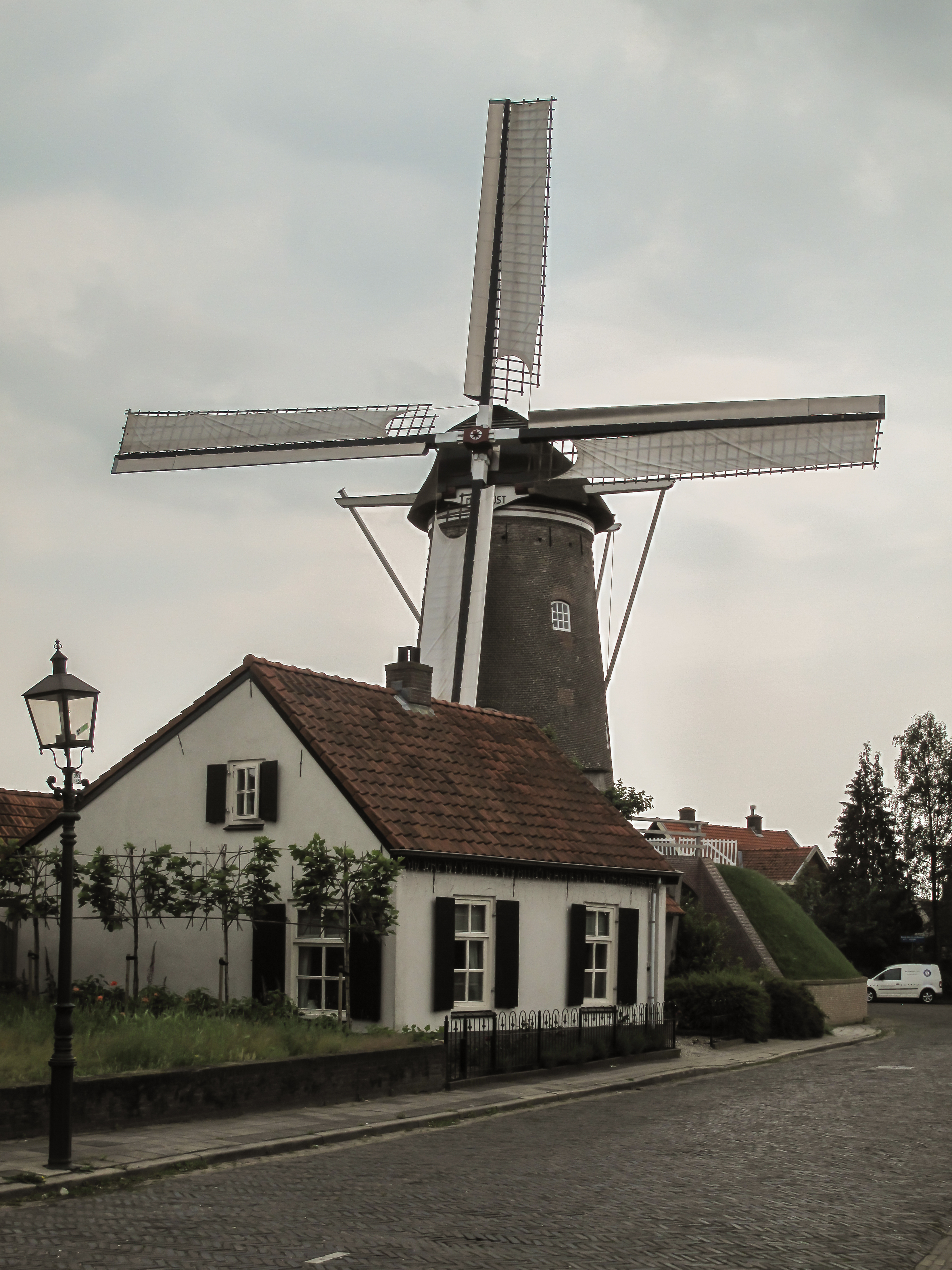

## خصوصیات
امرانگن ۱۴٬۲۷۵ نفر جمعیت دارد.